# Metaankoleïta
La metaankoleïta és un mineral de la classe dels fosfats, que pertany al grup de la metaautunita. Rep el nom del districte d'Ankole, a Uganda, més el prefix "meta-" que suggereix un nivell d'hidratació del mineral.

## Característiques
La metaankoleïta és un fosfat de fórmula química K₂(UO₂)₂(PO₄)₂·6H₂O. Cristal·litza en el sistema tetragonal. La seva duresa a l'escala de Mohs es troba entre 2 i 3.
Segons la classificació de Nickel-Strunz, la metaankoleïta pertany a «08.EB: Uranil fosfats i arsenats, amb ràtio UO₂:RO₄ = 1:1» juntament amb els següents minerals: autunita, heinrichita, kahlerita, novačekita-I, saleeïta, torbernita, uranocircita, uranospinita, xiangjiangita, zeunerita, metarauchita, rauchita, bassetita, lehnerita, metaautunita, metasaleeïta, metauranocircita, metauranospinita, metaheinrichita, metakahlerita, metakirchheimerita, metanovačekita, metatorbernita, metazeunerita, przhevalskita, metalodevita, abernathyita, chernikovita, natrouranospinita, trögerita, uramfita, uramarsita, threadgoldita, chistyakovaïta, arsenuranospatita, uranospatita, vochtenita, coconinoïta, ranunculita, triangulita, furongita i sabugalita.

## Formació i jaciments
Va ser descoberta a la pegmatita Mungenyi, al camp de pegmatites d'Ankole, al dDistricte de Mbarara, Uganda. També ha estat descrita a Zimbabwe, França, Alemanya, Itàlia, Xile i els Estats Units.